# 雷克哈密尔顿 (佛罗里达州)
雷克哈密尔顿（英語：Lake Hamilton），是美国佛罗里达州波爾克縣下属的一座城镇。建立于1925年。面积约为10.2平方公里（约合3.9平方英里）。根据2010年美国人口普查，该市有人口1,231人。论人口在本州排行第318。